# Phymata salicis
Phymata salicis är en insektsart som beskrevs av Cockerell 1900. Phymata salicis ingår i släktet Phymata och familjen rovskinnbaggar. Inga underarter finns listade i Catalogue of Life.